# Anterioritate vocalică
În fonetică, anterioritatea vocalică se referă la clasificarea vocalelor în funcție de poziția avansată (anterioară) sau retrasă (posterioară) a limbii în timpul articulării. Din punct de vedere acustic caracterul anterior, central sau posterior al vocalelor se corelează parțial cu frecvența celui de-al doilea formant (F2) astfel: vocalele anterioare ([i], [y], [e], [ɪ] etc.) au o frecvență F2 joasă, în timp ce vocalele posterioare ([u], [o], [ʌ], [ɔ] etc.) au o frecvență F2 înaltă.
În Alfabetul Fonetic Internațional există simboluri pentru cinci grade de anterioritate, deși în nici o limbă nu apar vocale din toate cele cinci grade:
- Vocale anterioare
- Vocale semianterioare
- Vocale centrale
- Vocale semiposterioare
- Vocale posterioare

În cazul vocalelor închise caracterul anterior sau posterior este mai ușor de sesizat auditiv, ceea ce explică numărul mai mare de vocale închise distincte (partea de sus a diagramei vocalelor). În cazul vocalelor deschise poziția avansată sau retrasă a limbii are numai un efect foarte slab asupra sunetului.
| Vocale Vezi și AFI, consoane. | Vocale Vezi și AFI, consoane.                                         | Vocale Vezi și AFI, consoane.                                         | Vocale Vezi și AFI, consoane.                                         | Modificare                                                            | Modificare                                                            |
| Deschidere | Anterioritate                                                         | Anterioritate                                                         | Anterioritate                                                         | Anterioritate                                                         | Anterioritate                                                         |
| Deschidere | Anterioare                                                            | Semiant.                                                              | Centrale                                                              | Semipost.                                                             | Posterioare                                                           |
| Închise | \| i y ɨ ʉ ɯ u ɪ ʏ ʊ e ø ɘ ɵ ɤ o e̞ ø̞ ə o̞ ɛ œ ɜ ɞ ʌ ɔ æ ɐ a ɶ ä ɑ ɒ \| | \| i y ɨ ʉ ɯ u ɪ ʏ ʊ e ø ɘ ɵ ɤ o e̞ ø̞ ə o̞ ɛ œ ɜ ɞ ʌ ɔ æ ɐ a ɶ ä ɑ ɒ \| | \| i y ɨ ʉ ɯ u ɪ ʏ ʊ e ø ɘ ɵ ɤ o e̞ ø̞ ə o̞ ɛ œ ɜ ɞ ʌ ɔ æ ɐ a ɶ ä ɑ ɒ \| | \| i y ɨ ʉ ɯ u ɪ ʏ ʊ e ø ɘ ɵ ɤ o e̞ ø̞ ə o̞ ɛ œ ɜ ɞ ʌ ɔ æ ɐ a ɶ ä ɑ ɒ \| | \| i y ɨ ʉ ɯ u ɪ ʏ ʊ e ø ɘ ɵ ɤ o e̞ ø̞ ə o̞ ɛ œ ɜ ɞ ʌ ɔ æ ɐ a ɶ ä ɑ ɒ \| |
| Cvasiînchise | \| i y ɨ ʉ ɯ u ɪ ʏ ʊ e ø ɘ ɵ ɤ o e̞ ø̞ ə o̞ ɛ œ ɜ ɞ ʌ ɔ æ ɐ a ɶ ä ɑ ɒ \| | \| i y ɨ ʉ ɯ u ɪ ʏ ʊ e ø ɘ ɵ ɤ o e̞ ø̞ ə o̞ ɛ œ ɜ ɞ ʌ ɔ æ ɐ a ɶ ä ɑ ɒ \| | \| i y ɨ ʉ ɯ u ɪ ʏ ʊ e ø ɘ ɵ ɤ o e̞ ø̞ ə o̞ ɛ œ ɜ ɞ ʌ ɔ æ ɐ a ɶ ä ɑ ɒ \| | \| i y ɨ ʉ ɯ u ɪ ʏ ʊ e ø ɘ ɵ ɤ o e̞ ø̞ ə o̞ ɛ œ ɜ ɞ ʌ ɔ æ ɐ a ɶ ä ɑ ɒ \| | \| i y ɨ ʉ ɯ u ɪ ʏ ʊ e ø ɘ ɵ ɤ o e̞ ø̞ ə o̞ ɛ œ ɜ ɞ ʌ ɔ æ ɐ a ɶ ä ɑ ɒ \| |
| Semiînchise | \| i y ɨ ʉ ɯ u ɪ ʏ ʊ e ø ɘ ɵ ɤ o e̞ ø̞ ə o̞ ɛ œ ɜ ɞ ʌ ɔ æ ɐ a ɶ ä ɑ ɒ \| | \| i y ɨ ʉ ɯ u ɪ ʏ ʊ e ø ɘ ɵ ɤ o e̞ ø̞ ə o̞ ɛ œ ɜ ɞ ʌ ɔ æ ɐ a ɶ ä ɑ ɒ \| | \| i y ɨ ʉ ɯ u ɪ ʏ ʊ e ø ɘ ɵ ɤ o e̞ ø̞ ə o̞ ɛ œ ɜ ɞ ʌ ɔ æ ɐ a ɶ ä ɑ ɒ \| | \| i y ɨ ʉ ɯ u ɪ ʏ ʊ e ø ɘ ɵ ɤ o e̞ ø̞ ə o̞ ɛ œ ɜ ɞ ʌ ɔ æ ɐ a ɶ ä ɑ ɒ \| | \| i y ɨ ʉ ɯ u ɪ ʏ ʊ e ø ɘ ɵ ɤ o e̞ ø̞ ə o̞ ɛ œ ɜ ɞ ʌ ɔ æ ɐ a ɶ ä ɑ ɒ \| |
| Mijlocii | \| i y ɨ ʉ ɯ u ɪ ʏ ʊ e ø ɘ ɵ ɤ o e̞ ø̞ ə o̞ ɛ œ ɜ ɞ ʌ ɔ æ ɐ a ɶ ä ɑ ɒ \| | \| i y ɨ ʉ ɯ u ɪ ʏ ʊ e ø ɘ ɵ ɤ o e̞ ø̞ ə o̞ ɛ œ ɜ ɞ ʌ ɔ æ ɐ a ɶ ä ɑ ɒ \| | \| i y ɨ ʉ ɯ u ɪ ʏ ʊ e ø ɘ ɵ ɤ o e̞ ø̞ ə o̞ ɛ œ ɜ ɞ ʌ ɔ æ ɐ a ɶ ä ɑ ɒ \| | \| i y ɨ ʉ ɯ u ɪ ʏ ʊ e ø ɘ ɵ ɤ o e̞ ø̞ ə o̞ ɛ œ ɜ ɞ ʌ ɔ æ ɐ a ɶ ä ɑ ɒ \| | \| i y ɨ ʉ ɯ u ɪ ʏ ʊ e ø ɘ ɵ ɤ o e̞ ø̞ ə o̞ ɛ œ ɜ ɞ ʌ ɔ æ ɐ a ɶ ä ɑ ɒ \| |
| Semideschise | \| i y ɨ ʉ ɯ u ɪ ʏ ʊ e ø ɘ ɵ ɤ o e̞ ø̞ ə o̞ ɛ œ ɜ ɞ ʌ ɔ æ ɐ a ɶ ä ɑ ɒ \| | \| i y ɨ ʉ ɯ u ɪ ʏ ʊ e ø ɘ ɵ ɤ o e̞ ø̞ ə o̞ ɛ œ ɜ ɞ ʌ ɔ æ ɐ a ɶ ä ɑ ɒ \| | \| i y ɨ ʉ ɯ u ɪ ʏ ʊ e ø ɘ ɵ ɤ o e̞ ø̞ ə o̞ ɛ œ ɜ ɞ ʌ ɔ æ ɐ a ɶ ä ɑ ɒ \| | \| i y ɨ ʉ ɯ u ɪ ʏ ʊ e ø ɘ ɵ ɤ o e̞ ø̞ ə o̞ ɛ œ ɜ ɞ ʌ ɔ æ ɐ a ɶ ä ɑ ɒ \| | \| i y ɨ ʉ ɯ u ɪ ʏ ʊ e ø ɘ ɵ ɤ o e̞ ø̞ ə o̞ ɛ œ ɜ ɞ ʌ ɔ æ ɐ a ɶ ä ɑ ɒ \| |
| Cvasideschise | \| i y ɨ ʉ ɯ u ɪ ʏ ʊ e ø ɘ ɵ ɤ o e̞ ø̞ ə o̞ ɛ œ ɜ ɞ ʌ ɔ æ ɐ a ɶ ä ɑ ɒ \| | \| i y ɨ ʉ ɯ u ɪ ʏ ʊ e ø ɘ ɵ ɤ o e̞ ø̞ ə o̞ ɛ œ ɜ ɞ ʌ ɔ æ ɐ a ɶ ä ɑ ɒ \| | \| i y ɨ ʉ ɯ u ɪ ʏ ʊ e ø ɘ ɵ ɤ o e̞ ø̞ ə o̞ ɛ œ ɜ ɞ ʌ ɔ æ ɐ a ɶ ä ɑ ɒ \| | \| i y ɨ ʉ ɯ u ɪ ʏ ʊ e ø ɘ ɵ ɤ o e̞ ø̞ ə o̞ ɛ œ ɜ ɞ ʌ ɔ æ ɐ a ɶ ä ɑ ɒ \| | \| i y ɨ ʉ ɯ u ɪ ʏ ʊ e ø ɘ ɵ ɤ o e̞ ø̞ ə o̞ ɛ œ ɜ ɞ ʌ ɔ æ ɐ a ɶ ä ɑ ɒ \| |
| Deschise | \| i y ɨ ʉ ɯ u ɪ ʏ ʊ e ø ɘ ɵ ɤ o e̞ ø̞ ə o̞ ɛ œ ɜ ɞ ʌ ɔ æ ɐ a ɶ ä ɑ ɒ \| | \| i y ɨ ʉ ɯ u ɪ ʏ ʊ e ø ɘ ɵ ɤ o e̞ ø̞ ə o̞ ɛ œ ɜ ɞ ʌ ɔ æ ɐ a ɶ ä ɑ ɒ \| | \| i y ɨ ʉ ɯ u ɪ ʏ ʊ e ø ɘ ɵ ɤ o e̞ ø̞ ə o̞ ɛ œ ɜ ɞ ʌ ɔ æ ɐ a ɶ ä ɑ ɒ \| | \| i y ɨ ʉ ɯ u ɪ ʏ ʊ e ø ɘ ɵ ɤ o e̞ ø̞ ə o̞ ɛ œ ɜ ɞ ʌ ɔ æ ɐ a ɶ ä ɑ ɒ \| | \| i y ɨ ʉ ɯ u ɪ ʏ ʊ e ø ɘ ɵ ɤ o e̞ ø̞ ə o̞ ɛ œ ɜ ɞ ʌ ɔ æ ɐ a ɶ ä ɑ ɒ \| |
| Legendă: |                                                                       |                                                                       |                                                                       |                                                                       |                                                                       |
| ■ Celulele galbene corespund vocalelor din limba română. ■ Celulele crem indică vocale folosite rar în limba română. ■ Celulele gri corespund unor vocale rare, fără simbol fonetic. În perechile de vocale, în stânga figurează varianta nerotunjită, iar în dreapta cea rotunjită. |                                                                       |                                                                       |                                                                       |                                                                       |                                                                       |
| i y ɨ ʉ ɯ u ɪ ʏ ʊ e ø ɘ ɵ ɤ o e̞ ø̞ ə o̞ ɛ œ ɜ ɞ ʌ ɔ æ ɐ a ɶ ä ɑ ɒ |                                                                       |                                                                       |                                                                       |                                                                       |                                                                       |